# SinBad
SinBad est une série de bande dessinée écrite par Christophe Arleston et Audrey Alwett, dessinée par Pierre Alary et coloriée par Jean-Paul Fernandez.
Lointainement inspirée par Sinbad le marin, cette bande dessinée d'aventure fantastique met en scène un marin aventureux qui part en quête de ses origines.

## Synopsis
L'histoire se déroule à Bagdad.
Grâce aux pouvoirs du sombre Djinn, Al-a-din est enfin devenu Khalife.
Cependant une prédiction lui révèle qu’il trouvera la mort par la main de son propre fils.
Et des fils, son harem en compte des dizaines... Sa seule chance de survie : les éliminer tous !
Tandis qu’un vent de folie meurtrière souffle au cœur du palais, l’un des héritiers est sauvé par sa mère.
Plusieurs années ont passé. Aventurier des mers, colporteurs d’objets magiques, SinBad quitte son père adoptif pour découvrir la vérité sur ses origines.
Une quête qui le mènera sur le chemin de redoutables magiciennes, de créatures étranges et d’un très sombre génie...
Pour retrouver ses parents Sinbad doit dérober à Turabah la magicienne le cratère d'Alexandrie, une puissante relique qui va lui permettre de voir le passé. Sur l'île, il rencontre Azna une femme panthère qui décide de l'aider dans sa quête...

## Les albums
- SinBad, Soleil :

1. Le Cratère d'Alexandrie, juin 2008  (ISBN 9782302006836)[2].
2. La Griffe du génie, août 2009  (ISBN 9782302006546)[3],[4].
3. Les Ombres du Harem, août 2010  (ISBN 9782302011250)[5].

### Lien web
- « SinBad », sur bedetheque.com.